# هانس اولده

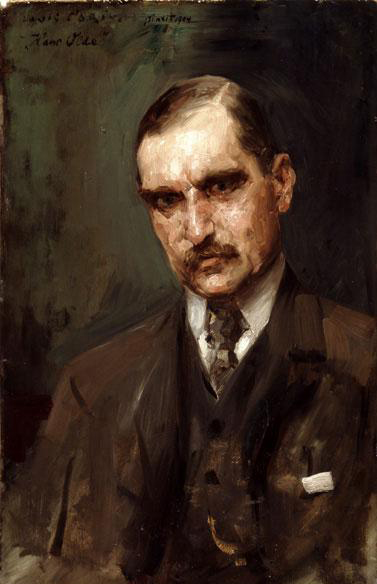
خودنگاره در سال ۱۹۰۴

یوهانس ویلیام اولده (زاده ۲۷ آوریل ۱۸۵۵، سودرو _ ۲۷ اکتبر ۱۹۱۷، کاسل) نقاش و مدیر مدرسه هنر اهل آلمان بود. از آثار مشهور او می‌توان به پرتره‌های او از فریدریش نیچه، فیلسوف آلمانی اشاره کرد.